# Organy (Wąwóz Ostryszni)
Organy – skała w Wąwozie Ostryszni na Wyżynie Olkuskiej będącej częścią Wyżyny Krakowsko-Częstochowskiej. Znajduje się w północnej części pasa skał w tym wąwozie. Wąwozem obok skały prowadzi czarny szlak turystyczny z Imbramowic (parking w centrum wsi) do Glanowa.
Organy znajdują się w zachodniej części grupy skał. Jest to zbudowana z twardych wapieni skalistych skała o wysokości 10–18 m, ścianach połogich, pionowych lub przewieszonych z zacięciami, filarami i kominami. Uprawiana jest na niej wspinaczka skalna. Jest 49 dróg wspinaczkowych (w tym 2 projekty) o zróżnicowanym stopniu trudności od III do VI.3 w skali Kurtyki. Na 38 drogach zamontowano stałe punkty asekuracyjne – ringi i stanowiska zjazdowe lub ringi zjazdowe, 9 dróg posiada tylko stanowiska lub 2 ringi zjazdowe. Skała znajduje się w lesie, ściany wspinaczkowe o wystawie zachodniej i północno-zachodniej.

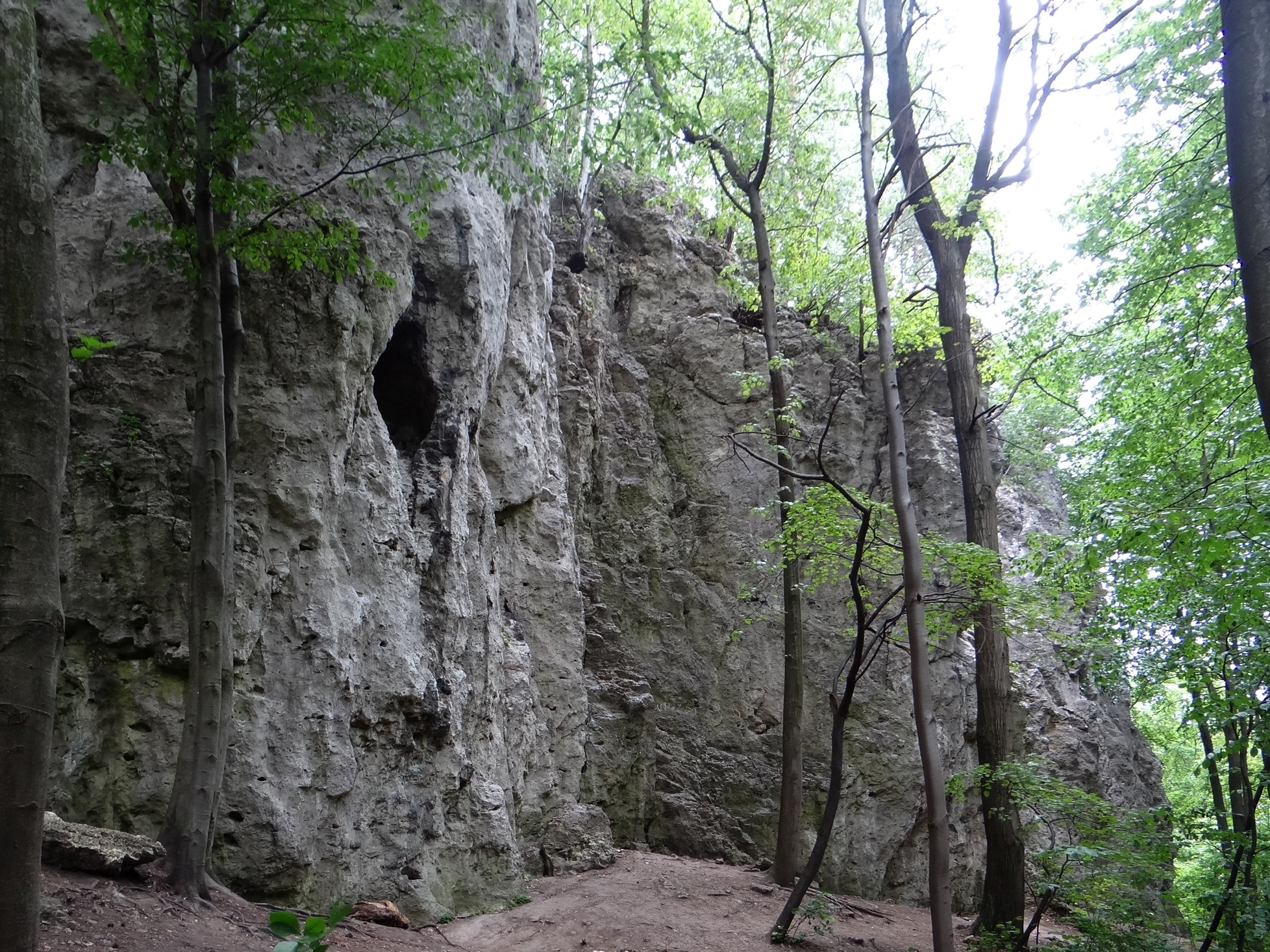
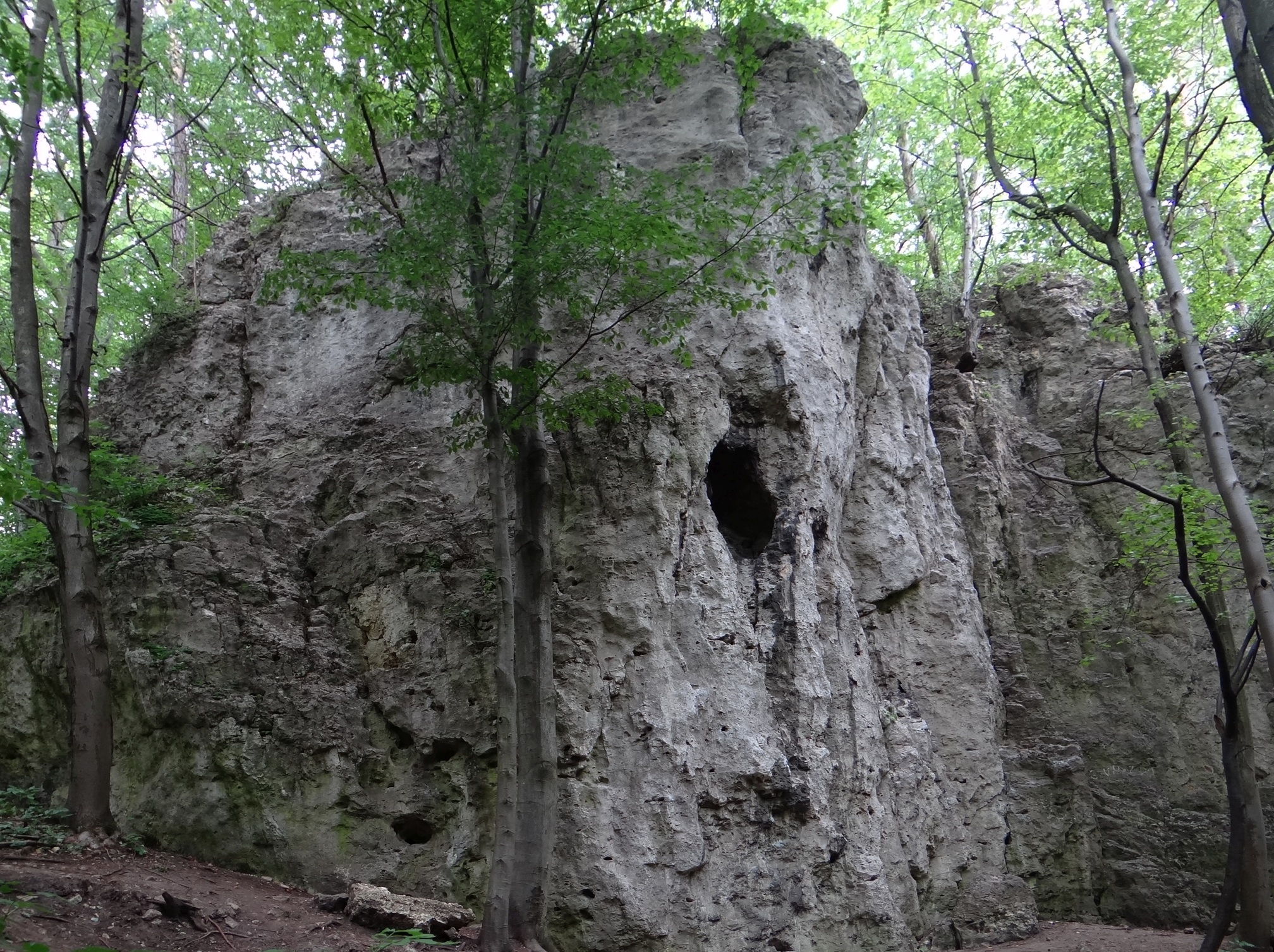
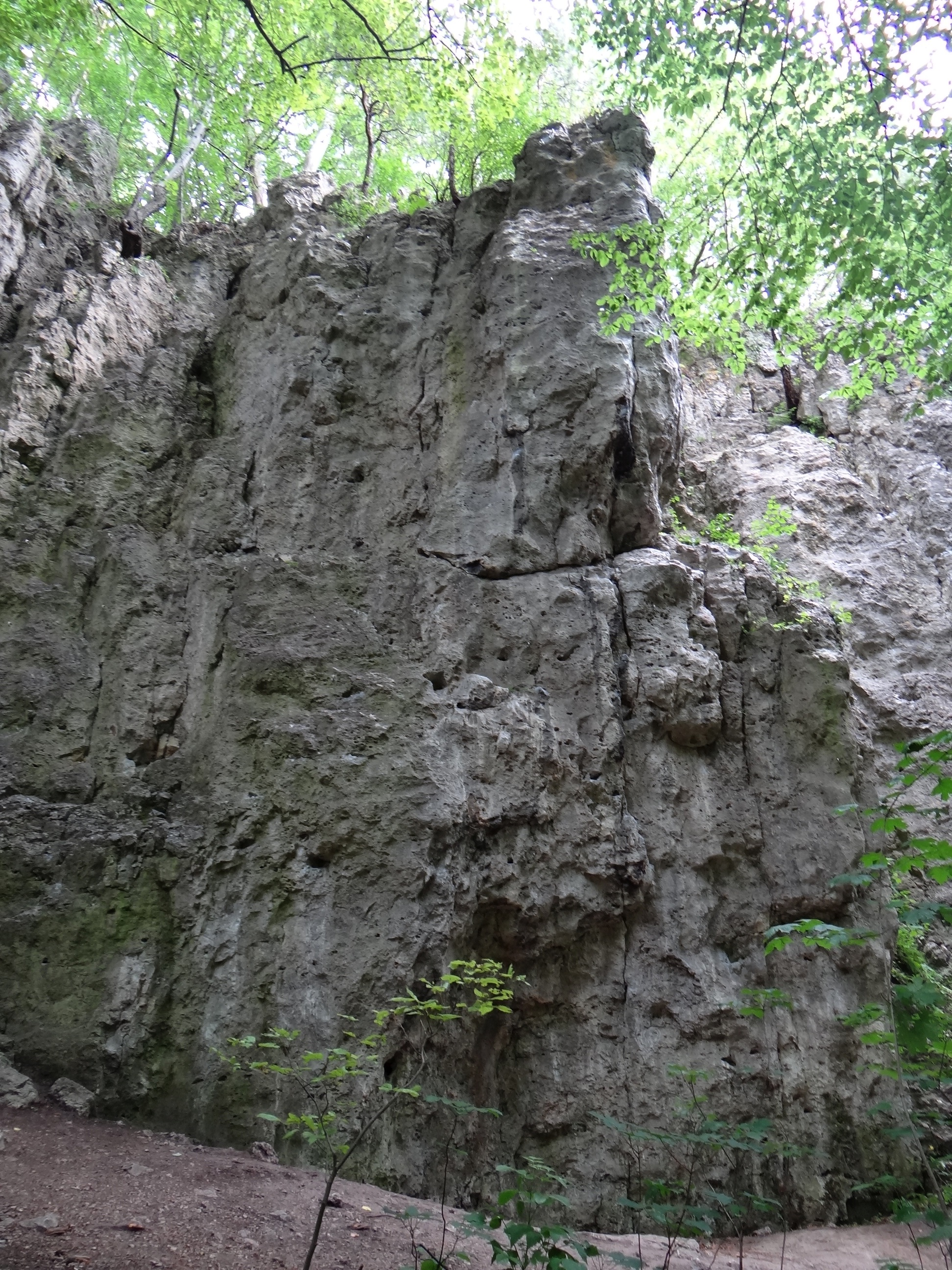
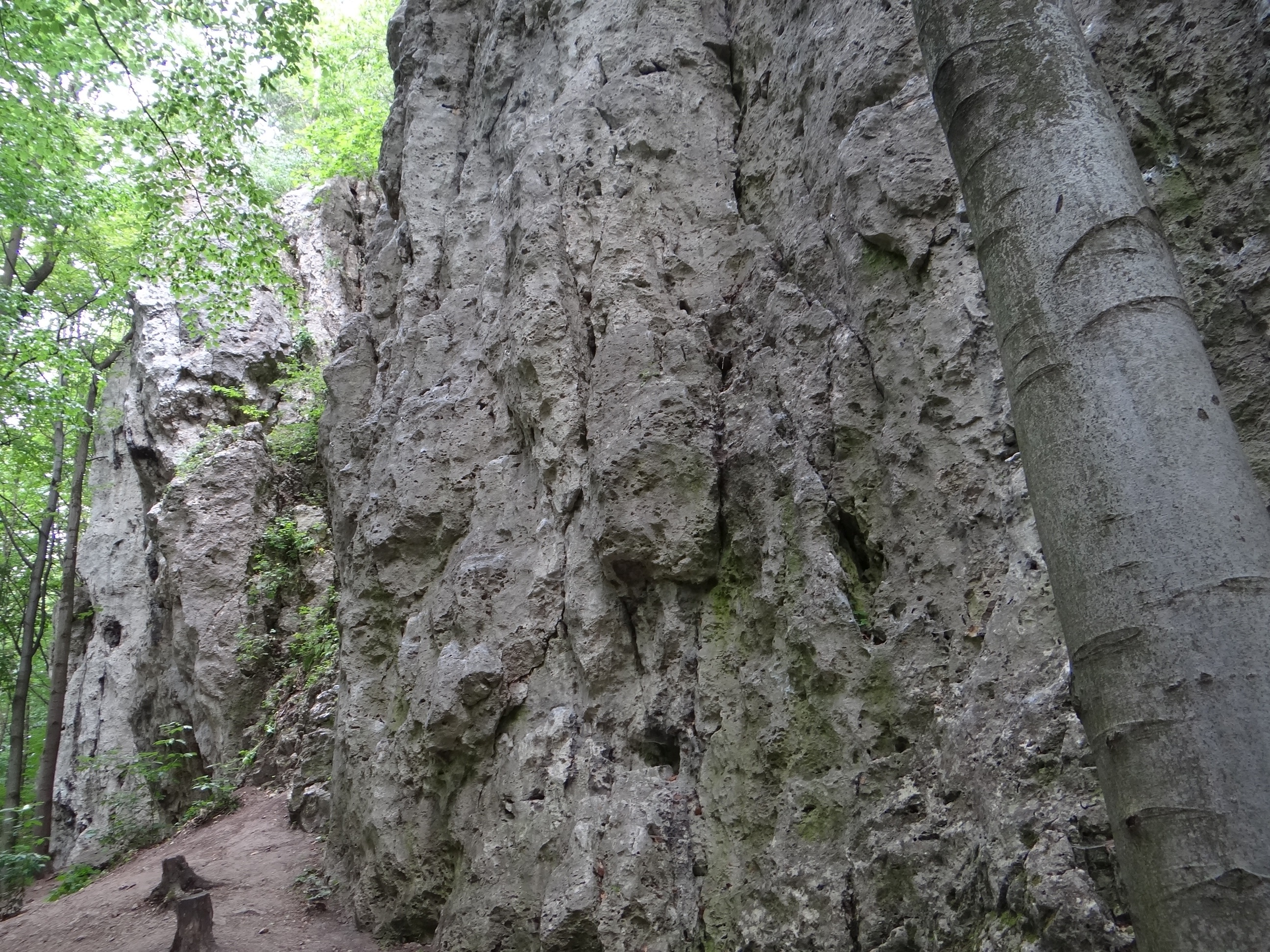
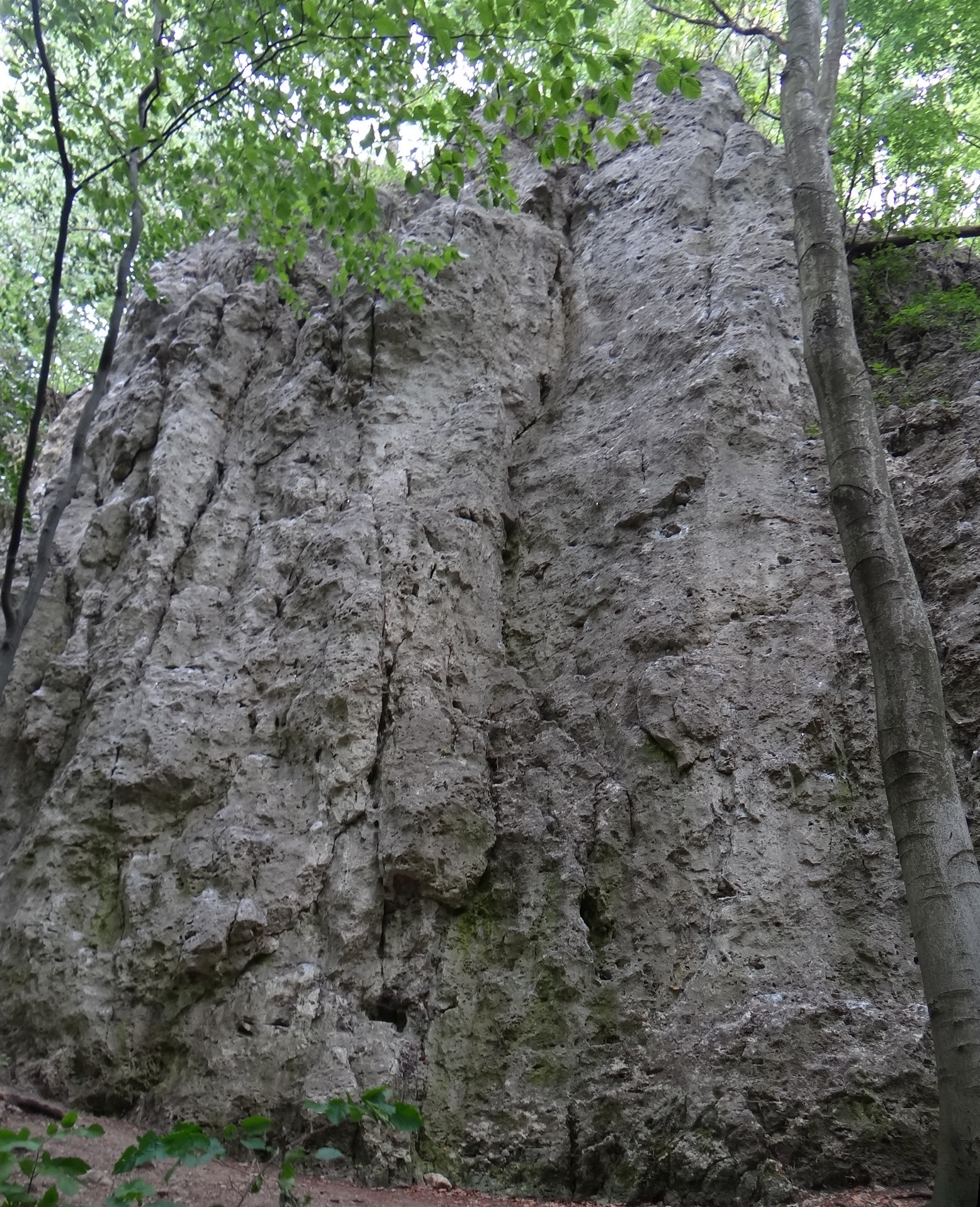
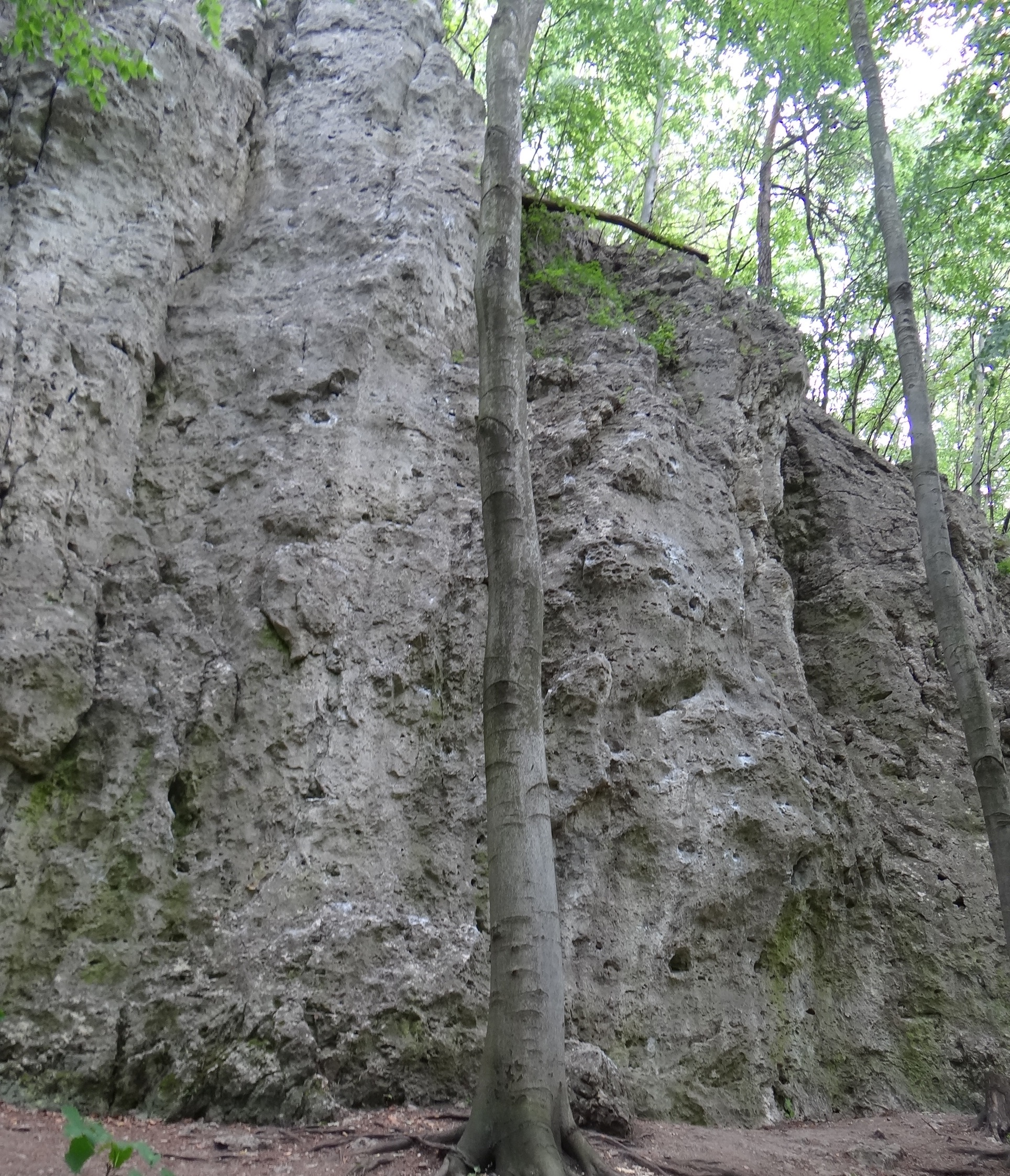
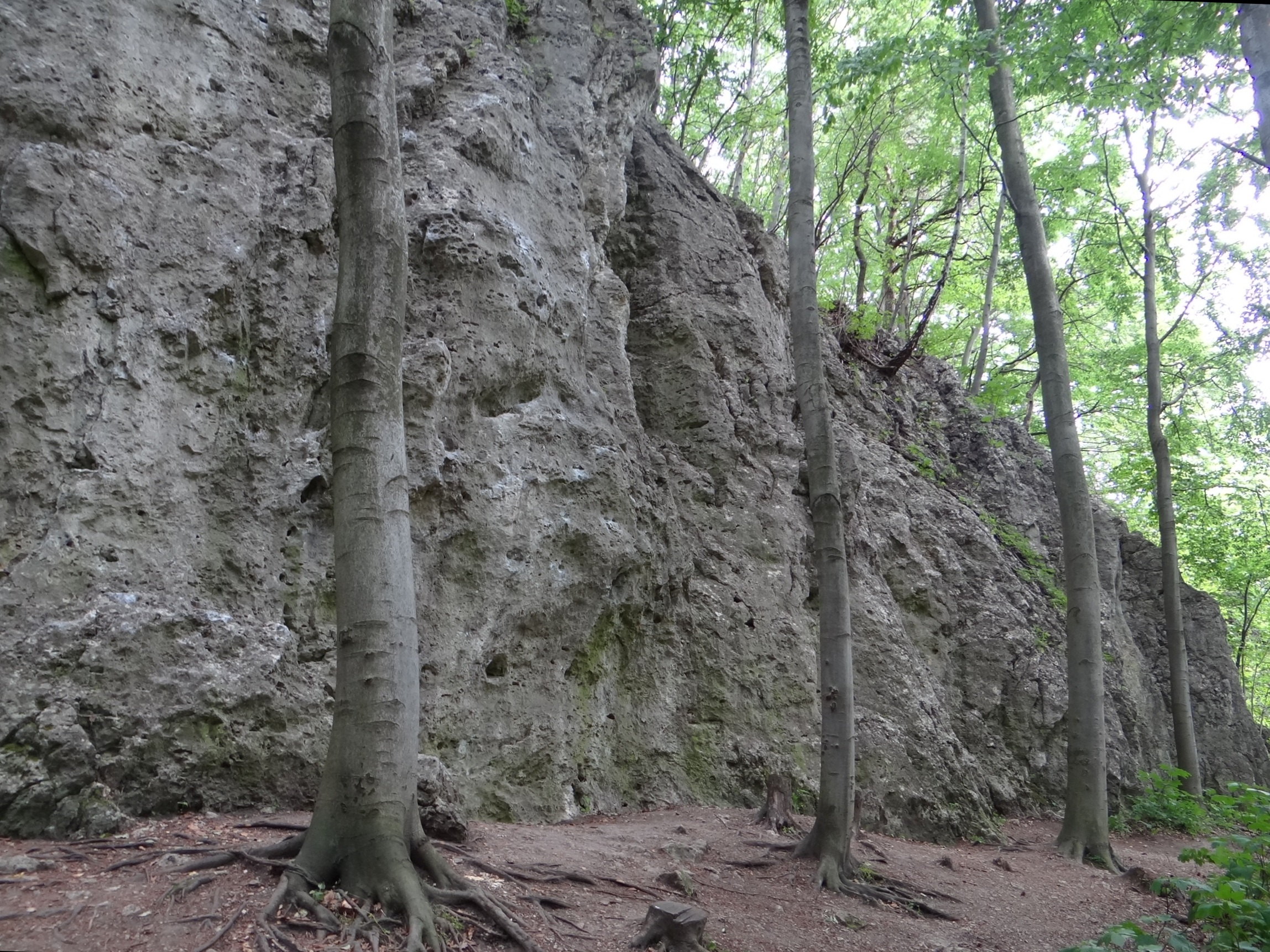